# ذواقة

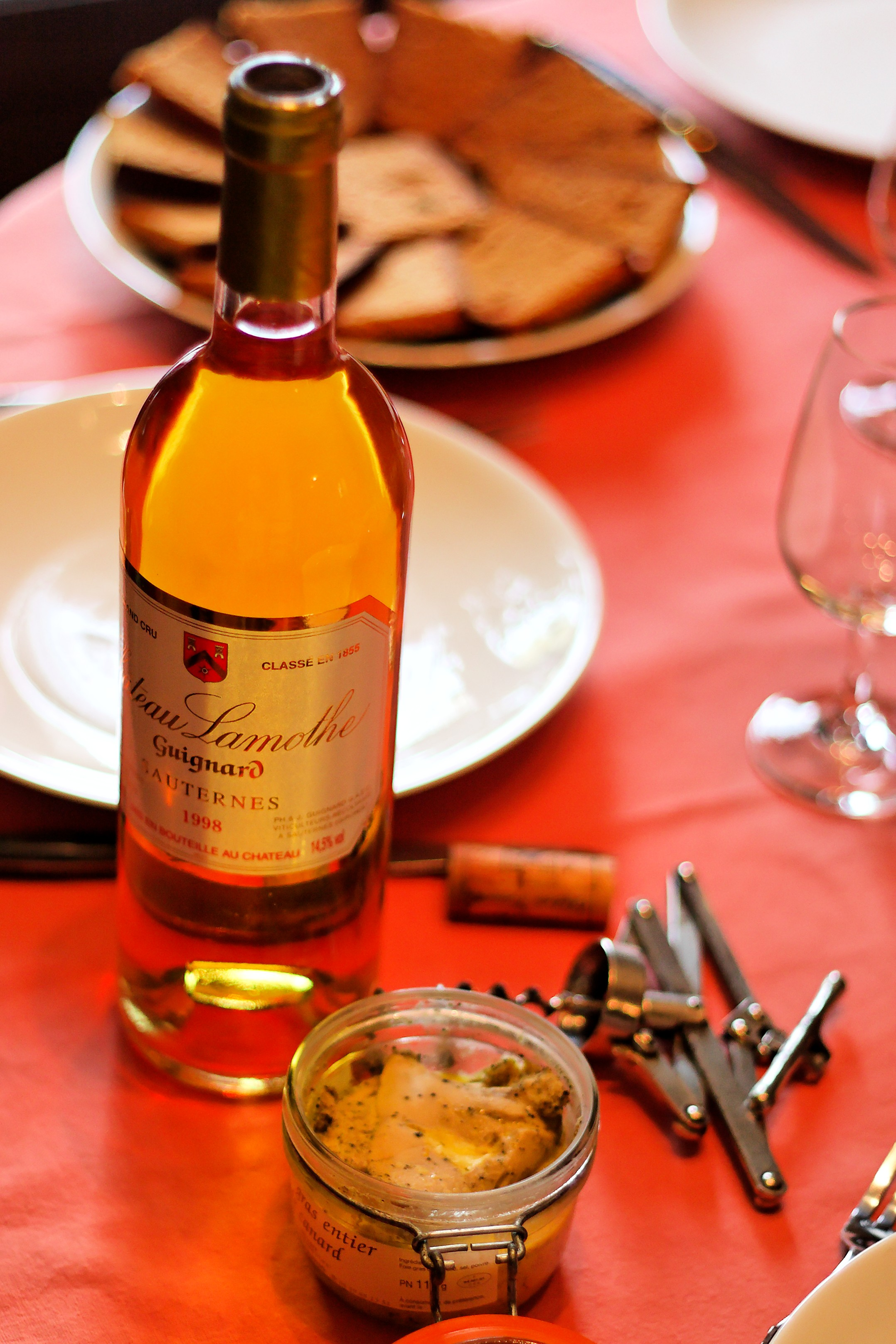

الذواقة (بالفرنسية: Gourmet)‏ هي ثقافة فن الطبخ المثالي وارتباطه بالفنون الجميلة والاغذية والمشروبات. هي كلمة تطلق كذالك على الشخص الذي لديه ذوق مترف في تذوق الطعام، يشار اليه كخبير الاطعمة أو ذواق.
مهنة التذوق بدأها ملوك وحكام اهتموا بالأكل الراقي، والانيق، والشهي. هناك حكام خافوا من أن يسممهم اعداؤهم أو منافسوهم فاستاجروا ذواقة واكالة يتذوقون الطعام ويأكلونه مسبقا، واستعملوا كذلك الكلاب والقطط. وزاد الاهتمام في الوقت الحالي بنوعية الاكل وتصنيعه، تعبئته، وتصديره.
صارت نوعية الطعام علما قائما بذاته، ويدرس في الجامعات، وينال فيه الناس شهادات الماجستير والدكتوراه. وصار الهدف ألا يكون منظر الطعام قبيحا، وألا تكون رائحته كريهة، وطبعا، الا يكون غير صحي. ويشترك في ذلك ذواقون وشمامون. تتفوق النساء على الرجال في القدرة على التذوق. ويتفوق الأفارقة والآسيويون على الأوروبيين في ذلك، أيضا. وتوجد، وسط كل شعب، نسبة الربع التي لا تقدر على ان تفرز بين ذوق وذوق. ونسبة النصف متوسطة الذوق، ونسبة الربع من نوع «سوبر تيسترز» (ذواقون عظماء).
يجمع كثير من الذواقين «اتحاد الذواقين العالمي»، والذي له فروع في اربعين دولة تقريبا.